# Flughafen Bacău

i7
i11
i13
Der Aeroportul Internațional „George Enescu“ Bacău, auch Bacău „George Enescu“ International Airport oder auf Deutsch Flughafen Bacău oder George-Enescu-Flughafen Bacău (IATA-Code: BCM, ICAO-Code: LRBC) ist ein internationaler Verkehrsflughafen in Rumänien bei der Stadt Bacău. Benannt ist er nach George Enescu.
Auch die Rumänischen Luftstreitkräfte nutzten ihn als Militärflugplatz unter der Bezeichnung Baza 95 Aeriană Bacău „Alexandru Șerbănescu“.

## Geschichte
Während des Zweiten Weltkriegs befand sich an der Stelle des heutigen Flughafens ein Feldflugplatz, der im Juni/Juli 1944 von der Luftwaffe genutzt wurde. Sie bezeichnete ihn als „Bacău-Trotus“, im Unterschied zum nördlich der Stadt gelegenen Flugplatz „Bacău-Margineni“ aus der Vorkriegszeit. In Bacău-Trotus lagen die Fw 190 der II. Gruppe des Schlachtgeschwaders 2 (II./SG 2) sowie zur Panzerbekämpfung die 10. und 14. Staffel des Schlachtgeschwaders 9 (10. und 14.(Pz.)/SG 9), die mit der Hs 129B-2 ausgerüstet waren.
Der Flughafen wurde am ersten April 1946 für zivile Zwecke, Fracht- und Passagierbetrieb eröffnet. Der Flughafen wurde in den siebziger Jahren ausgebaut, sodass er den internationalen Status am 30. Dezember 1975 anerkannt bekam. Seit 1997 ist der Flughafen Mitglied im Airports Council International.
Die Basis der Luftstreitkräfte in ihrer heutigen Form wurde 1995 als 95. Schulflugzentrum aufgestellt und nach einer mehrjährigen Reorganisation der Luftstreitkräfte im Hinblick auf Rumäniens NATO-Beitritt erhielt sie 2004 ihre heutige Bezeichnung 95. Luftbasis. Die Jetausbildung oblag einer Schulstaffel, der Escadrila 205, die sich ihre MiG-21 von der vor Ort stationierten Einsatzstaffel, der Escadrila 951 auslieh. Im Jahr 2013 wurden die MiG-21 abgezogen und die 205. Staffel außer Dienst gestellt. Die Schulung obliegt seither der 951. Staffel, die seither mit der IAR-99C Soim ausgerüstet ist.
Nach der Jahrtausendwende setzte auf der zivilen Seite des Airport ein großes Passagierwachstum ein und die Passagierzahlen vervielfachten sich. Heute ist er deshalb der wichtigste Flughafen in Nord-Ost-Rumänien.

### Flugplatz Bacău-Margineni
Vor dem Zweiten Weltkrieg befand sich der kleine Flugplatz Bacăus drei bis vier Kilometer nordnordwestlich der Stadt entlang der heutigen Nationalstraße 15.
Während des Kriegs wurde er sowohl von rumänischen als auch deutschen Kampfflugzeugen genutzt. Hier liegende Einheiten der Luftwaffe waren zu Beginn des deutschen Russlandfeldzugs im Juni/Juli 1941 das Gros des Jagdgeschwaders 77, seinerzeit ausgerüstet mit der Bf 109E/F, sowie die Fernaufklärer der 3. Staffel der Aufklärungsgruppe O.b.d.L. (3.(F)/Aufkl.Gr.Ob.d.L.) und der 2. Staffel der Aufklärungsgruppe 22 (2.(F)/Aufkl.Gr. 22).
Im Frühsommer 1944 beim Rückzug der Wehrmacht nutzten Teile der Schlachtgeschwader 2, 9 und 10 den Flugplatz; der letzte deutsche Verband war bis in den August die 2. Staffel der Nahaufklärungsgruppe 14 (2./NAGr. 14).

## Militärische Nutzung
Der rumänischen Baza 95 Aeriana unterstehen (Stand 2018) zwei fliegende Staffeln
- Escadrila 951 Aviatie Instructie Avansata, Schulstaffel, seit 2013 ausgerüstet mit IAR-99C Soim
- Escadrila 952 Elicoptere SOCAT, Helikopterstaffel, ausgerüstet mit IAR-330L/IAR-330SOCAT

Hier befindet sich auch der Wartungsbetrieb der Firma Aerostar, die das Gros der rumänischen Militärluftfahrzeuge betreut.

## Zivile Nutzung

### Fluggesellschaften und Ziele
Von Bacău aus werden Ziele in Mittel- und Südeuropa aus angeflogen.

### Passagierstatistik
Die folgende Tabelle zeigt die Entwicklung der Passagierzahlen des Aeroportul Internațional George Enescu Bacău. Deutlich sichtbar ist der kurz nach der Jahrtausendwende eingesetzte Passagierboom, der mit der Aktivität der Fluggesellschaft Blue Air am Flughafen zusammenhängt.
| Jahr | Passagiere |
| ---- | ---------- |
| 2014 | 313.376    |
| 2013 | 307.488    |
| 2011 | 318.000    |
| 2010 | 240.767    |
| 2009 | 195.952    |
| 2008 | 119.657    |
| 2007 | 114.323    |
| 2002 | 12.600     |

## Zukunft
Angesichts des gestiegenen Verkehrs am Flughafen wird geplant, ihn auszubauen. Auf der Agenda stehen zum Beispiel der Bau eines neuen, modernen und größeren Terminals mit einer Kapazität von 450 Passagieren in der Stunde und der Ausbau der Landebahn, die ein Instrumentenlandebahnsystem erhalten soll.